# Amfissa
Amfissa (grec: Άμφισσα; antigament anomenada també Salona, grec: Σάλωνα) és una vila de la Grècia Central, situada a la unitat perifèrica de la Fòcida. És la població principal d'aquesta regió, amb 8,370 el 2011, i forma part del municipi de Delfos.

## Història
A l'antiguitat, Amfissa era la ciutat més important de la Lòcrida Ozòlia. Probablement deu el nom al fet que era situada en una plana envoltada de muntanyes (del grec αμφιέννυμι, amfiénnymi 'envoltar'. Segons la tradició el seu nom venia d'una nimfa, Amfissa, filla de Macareu i neta d'Èol, que va ser estimada per Apol·lo.
Durant la invasió de Grècia per Xerxes, molts locris es van traslladar a la ciutat diu Heròdot. Més tard la Lliga Amficciònica li va declarar la guerra perquè els seus habitants s'havien atrevit a cultivar la plana sagrada de Crissa i per molestar als pelegrins que anaven a consultar l'oracle de Delfos. La Lliga va encarregar el càstig a Filip de Macedònia que la va ocupar i arrasar l'any 338 aC, però aviat es va reconstruir, i l'any 279 aC va subministrar 400 hoplites per a la guerra contra Brennus, cap dels gàlates.
Segons Titus Livi, els romans la van assetjar l'any 190 aC i els habitants es van refugiar a la ciutadella, considerada inexpugnable. Quan August va fundar la ciutat de Nicòpolis l'any 30 aC, després de la batalla d'Àctium, s'hi van refugiar molts etolis que s'oposaven a ser traslladats a la nova ciutat, i potser fins i tot es van convertir en la població majoritària, atès que Pausànias la considerava una ciutat etòlia. La descriu com una ciutat prospera sota l'Imperi Romà, amb edificis públics abundants i fortes murades. De la ciutat antiga només en romanen restes a l'acròpolis.
Durant l'ocupació francesa el segle xiii, Amfissa fou capturada pel rei Bonifaci I de Montferrat, i a partir de llavors passà a rebre el nom de la Sole, nom que en grec esdevengué Salona. Posteriorment fou el centre del Comtat de Salona, sota domini català, dins del Ducat de Neopàtria. El 1833, amb l'establiment de l'estat grec, Salona recobrà el nom clàssic d'Amfissa.